# Hungbuga
A Hungbuga (hangul: 흥부가, handzsa: 興夫歌, RR: Heungbuga; „Hungbu éneke (Heungbu)”) az eredeti 12 phanszori (pansori)műből fennmaradt öt madang (마당) egyike. Alternatív elnevezései Hungboga (흥보가, 興甫歌, Heungboga) illetve Paktharjong (박타령, Baktaryeong).
Szövegének legrégebbi ismert változata az 1810-ben Szong Mandzse (송만재, 1788–1851, Song Man-jae) által írt Kvanuhi (Gwanuhui) (관우희, 觀優戱) című könyvben található meg, valamint I Juvon (이유원, 1814–1888, Yi Yu-won) Kvangukphalljong (Gwangeukpallyeong) (관극팔령, 觀劇八令, 1872) című munkájában, de feltehetően a közép-Csoszon (Joseon) korban keletkezett.

## Története
A történet egy testvérpárról szól, Hungbu (Heungbu) szerény, jóravaló ember, míg bátyja Nolbu alantas és kapzsi. Nolbu elüldözi a házból az öccsét, aki szegénységben kénytelen élni, míg bátyja gazdag és mohó. Hungbu (Heungbu) ennek ellenére nem haragszik a testvérére. Egy nap egy fecske repül be az ablakán, melynek törött a lába. Hungbu (Heungbu) meggyógyítja és útjára engedi. A fecske hálából  tökmagokkal tér vissza, amelyeket Hungbu (Heungbu) elültet. Amikor később a tökök megérnek, Hungbu (Heungbu) felnyitja őket, és a belsejükben mindenféle kincset, ékszereket talál, és gazdag emberré válik. Nolbu irigykedni kezd a testvérére, ezért eltöri egy fecske lábát, majd meggyógyítja és útjára engedi, hátha ő is kap majd tökmagot. A fecske visszatér hozzá is a tökmagokkal, azonban amikor Nolbu learatja a termést, a tökökben nem kincseket talál, hanem katonákat és koboldokat, akik megbüntetik a kapzsi testvért.

## Értelmezése
A Hungbuga (Heungbuga) szereplői közemberek, így a nyelvezete ennek megfelelően igazodik a közemberek által használthoz, nincsenek benne bonyolult kínai kifejezések. Ez a történet a köznép számára jobban érthető volt, és humorosabbnak is számít a többi phanszori (pansori)történetnél. Mivel a mű ennyire köznép-orientált, sok mesterénekes nem is vállalta az előadását, mert túl nehéznek találták.